# NGC 1436
NGC 1436 (ook: NGC 1437) is een balkspiraalstelsel in het sterrenbeeld Eridanus. Het hemelobject werd op 9 januari 1836 ontdekt door de Britse astronoom John Herschel.

## Synoniemen
- PGC 13687
- FCC 290
- ESO 358-58
- AM 0341-360
- MCG -6-9-25
- IRAS 03417-3600